# William Franklin Lee III
William Franklin Lee III (Galveston, 20 februari 1929 – New Smyrna Beach, 23 oktober 2011) was een Amerikaans componist, muziekpedagoog, arrangeur, dirigent, pianist, musicoloog en trompettist.

## Levensloop
Lee studeerde vanaf 1945 aan de Universiteit van Noord Texas in Denton bij Floyd Graham. Aldaar was hij lid van het Beethoven Choir, het Symphony Orchestra en de Aces of Collegeland. Zijn Bachelor of Music behaalde hij in 1949. Vervolgens studeerde hij bij onder anderen Wilfred Bain en Gene Hall aan dezelfde universiteit en behaalde zijn Master of Science in 1950. In 1952 en 1952 was hij dirigent van de harmonieorkesten aan de Kirwin High School in zijn geboortestad, waar hij zelf was opgeleid. Van 1952 tot 1955 was hij docent in muziek aan de St. Mary's University in San Antonio en tegelijkertijd muziekinstructeur voor de openbare scholen in het "San Antonio Independent School District". In 1953 en 1954 doceerde hij aan een zomerschool van de Trinity University (Texas) in San Antonio en aan het San Antonio College.
Later studeerde hij ook aan de befaamde Eastman School of Music in Rochester en bij Nadia Boulanger in Parijs. Verder studeerde hij aan de Universiteit van Texas in Austin en behaalde zijn Master of Music in 1956, maar hij promoveerde in hetzelfde jaar en aan dezelfde universiteit tot Ph.D. (Philosophiæ Doctor) in Muziekschool administratie. 
Van 1956 tot 1964 werkte hij als docent voor muziektheorie en compositie aan de Sam Houston State University in Huntsville. Aldaar was hij later hoofd van de muziekafdeling en introduceerde het jazz-studie-programma aan deze universiteit. Een van zijn toenmalige assistenten was de jazzleraar Jerry Coker, die hem later ook naar de Universiteit van Miami zal volgen. Van 1964 tot 1982 was hij decaan aan de School of Music van de Universiteit van Miami in Coral Gables. Vervolgens was hij van 1982 tot 1986 Vice-President van deze instelling. In 1989 en 1990 was hij directeur aan de Florida Internationale Universiteit in Miami. Van 1990 tot 1994 was hij decaan van het College of Fine Arts and Humanities aan de Universiteit van Texas (UTSA) in San Antonio en in 1994 en 1995 werkte hij als docent aldaar. 
Lee was medeoprichter en voorzitter (1972-1974) van de National Association for Jazz Education (NAJE) en eveneens van 1995 tot 1999 voorzitter van de International Association for Jazz Education (IAJE). Door het Conservatorio nacional de Música in Lima werd hij tot ere-muziekdirecteur benoemd en werd in 1988 opgenomen in de International Association for Jazz Education (IAJE) Jazz Educators Hall of Fame. Zijn compositie Eight Vignettes for a Festive Occasion was genomineerd voor de Pulitzerprijs.

## Composities

### Werken voor orkest
- Concerto Grosso, voor koperkwintet en orkest
- Earth Genesis, voor strijkorkest

### Werken voor harmonieorkest of koperensembles
- Alamjohoba, voor harmonieorkest
- Fanfare for Ralph, voor groot koperensemble
- Four Sketches for Brass, voor 4 trompetten, 4 hoorns, 2 bariton, 3 trombones, tuba, contrabas, pauken en slagwerk
- Introduction and Fugue, voor harmonieorkest
- Suite for brass, voor groot koperensemble
- Time After Time, voor harmonieorkest

### Kamermuziek
- Mini Suite, voor trompet en piano
- Mosaics, voor koperkwintet
- Nocturne, voor dwarsfluit en piano
- Piece for Brass, voor koperkwintet
- Regimentation, voor koperkwintet
- Soliloquy, voor hoorn en piano
- Three Reflections, voor altsaxofoon en piano
- Tone Poem, voor hobo, viool, altviool, 2 celli

### Werken voor gitaar
- Interlude

## Publicaties
- Qualifications, training, and functions of the heads of the music departments of the public and private junior colleges in the United States, Thesis (Ph. D.) - University of Texas, 1956. 225 p.
- An investigation into the adaptation of basic theory courses to the demands of contemporary music, Thesis (M. Mus.) - University of Texas at Austin, 1956. 125 p.
- Music Theory Dictionary, Huntsville, Tex., 1961.
- Music Theory Dictionary: The Language of the Mechanics of Music, C. Hansen Educational Music and Books, 1966.
- The Nature of Music, a Guide to Musical Understanding and Enjoyment, C. Hansen Educational Music and Books, Denver, 1968.
- Jazz class announces - Bill Lee's Jazz dictionary, Shattinger International Music Corp, 1979. 64 p., ISBN 978-0-849-40159-6
- samen met Audree Coke Kenton: Stan Kenton: Artistry in Rhythm, Los Angeles (Calif.) : Creative press of Los Angeles, 1980.
- People in Jazz: Jazz Keyboard Improvisors of the 19th & 20th Centuries, Columbia Lady Music, Hialeah, FL, distributed by Columbia Pictures Publications, 1984. ISBN 978-0-898-98358-6
- MF Horn: Maynard Ferguson's Life in Music - The Authorized Biography, Sunflower University Press, 1997.[1]
- American Big Bands, Hal Leonard (February 1, 2006). 480 p., ISBN 978-0-634-08054-8
- Taylored for Jazz: The Life and Music of Billy Taylor, Silver Spring: Beckham Publications Group, Inc., 2008. 292 p., ISBN 0-931761-94-8 ISBN 978-0-931-76194-2
- Taylor Made: The Life and Music of Billy Taylor,  Hal Leonard (July 1, 2009), 352 p., ISBN 978-0-634-08042-5
- Jazz Singers: A Biographical Dictionary, Silver Spring: Beckham Publications Group, Inc., ISBN 0-9816505-8-9